# Carla Guelfenbein
Carla Guelfenbein Dobry (Santiago, 30 de noviembre de 1959) es una escritora chilena, ganadora del Premio Alfaguara de Novela el año 2015 por su libro Contigo en la distancia. Guelfenbein ha publicado ocho novelas; la primera de ellas, El revés del alma, fue editada por la editorial Alfaguara el año 2002 y su más reciente trabajo literario se titula La naturaleza del deseo, el cual vio la luz durante el año 2022.

## Biografía
De origen ruso-judío, Carla Guelfenbein se exilió con sus padres en Inglaterra en 1976 como consecuencia del golpe militar del 11 de septiembre de 1973, que significó la caída del gobierno de la Unidad Popular. La casa había sido allanada y su madre, Eliana Dobry, profesora de filosofía de la Universidad de Chile y militante socialista, detenida por los agentes de Pinochet;  durante tres semanas no se supo de su paradero.
Allí tuvo anorexia a los 17 años, y a los 18 su madre murió de cáncer. Estudió biología en la Universidad de Essex (especialidad: genética de población) y diseño en St Martin’s School of Art, hoy Central Saint Martins College of Art and Design. Regresó a Chile en 1987, reside en Santiago.
Trabajó como diseñadora en varias agencias de publicidad; fue directora de arte y editora de moda en la revista Elle en Chile. Tiene una columna titulada Tan lejos, tan cerca en la revista dominical Mujer de La Tercera y ha conducido un taller de literatura.
Ha tenido dos hijos —Micaela y Carlos Sebastián, 21 y 18 años en 2015 respectivamente—, de su matrimonio con Juan Carlos Altamirano Celis, exgerente de Programación de TVN 2005, hijo del dirigente socialista Carlos Altamirano Orrego.

## Trayectoria literaria
Guelfenbein, que asistió a los talleres literarios de Pía Barros y Gonzalo Contreras, afirma que comenzó a escribir y leer en la infancia.

«Siempre escribí. Siempre para mí la escritura fue un lugar al que acudía constantemente, un refugio. Desde los nueve años más o menos empecé a escribir y a leer mucho también. Eso es algo que se lo debo a mi madre, ella es una profesora de Filosofía de la universidad y de ella aprendí a leer, ella guiaba mis lecturas, yo creo que eso me hizo una gran lectora».
Carla Guelfenbein

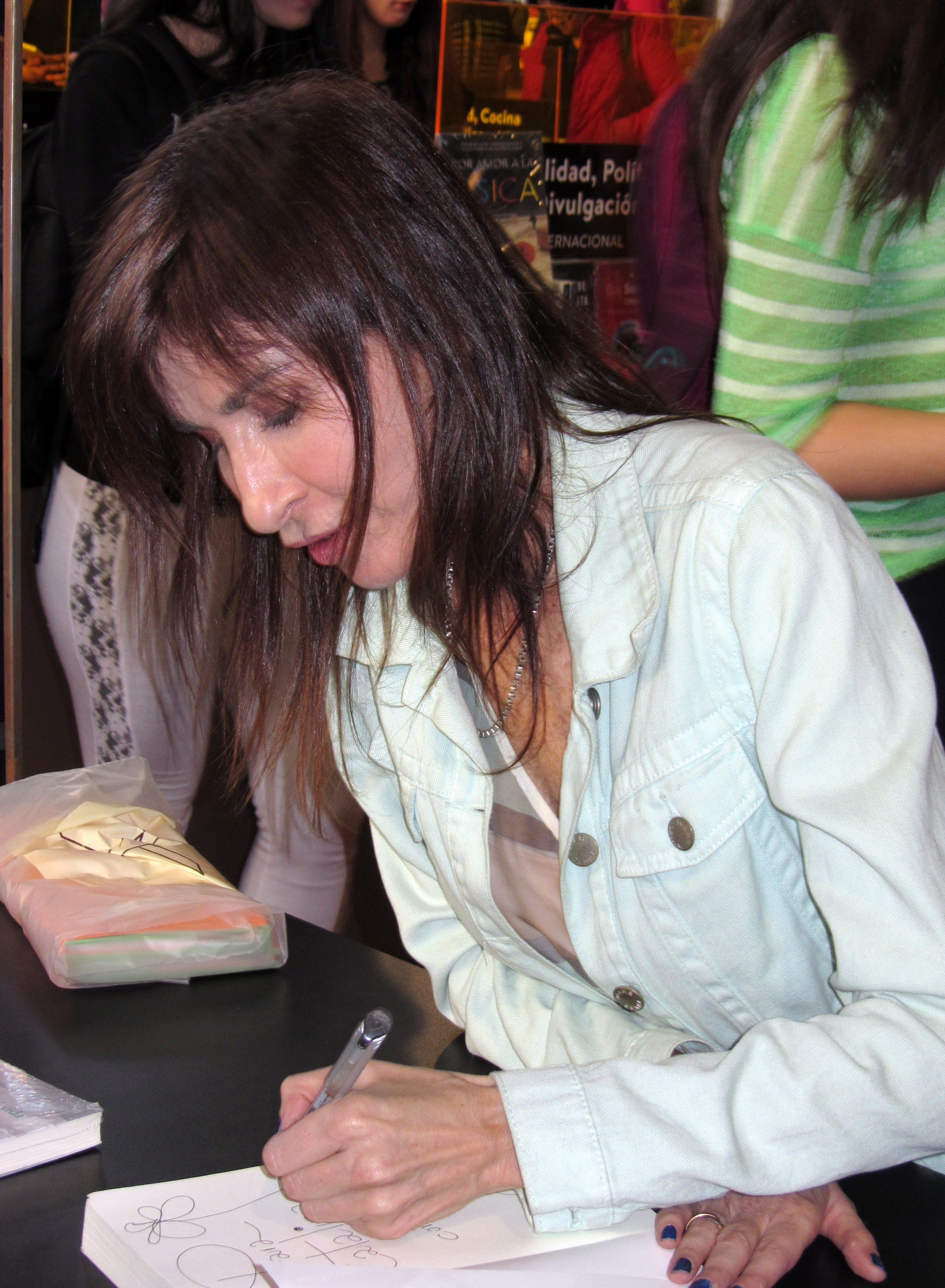
Guelfenbein dando un autógrafo, noviembre de 2015.

Empezó a escribir precozmente, pero publicó su primera novela, El revés del alma, en 2002, seguida tres años más tarde por La mujer de mi vida (elegida como la mejor novela del año por los lectores de El Mercurio); en 2008 salió su tercer libro, El resto es silencio. Sus narraciones han aparecido en varios medios, entre ellos, los diarios El País y El Mercurio. También participó, junto a otros autores de habla castellana, en una antología de cuentos conmemorativa de los cinco años del sello Punto de Lectura.
Es una de las escritoras chilenas más leídas y sus libros han figurado repetidamente en las listas de los más vendidos dentro de Chile.
Ha sido traducida a diversos idiomas; por ejemplo, La mujer de mi vida ha sido publicada en 14 lenguas, con buena acogida de los lectores y la crítica.
Sobre El revés del alma –la historia de tres mujeres: Daniela, una joven bulímica; Cata, su madre, y Ana, una fotógrafa– Guelfenbein dijo a la agencia española EFE el 25 de junio de 2003: «No soy socióloga, ni psicóloga ni he querido hacer una radiografía de Chile y, además, detesto los libros teóricos. Sólo creo en los personajes que van saliendo solos. Mi novela es fruto del azar y la necesidad, los dos principios que para mí rigen el universo».[cita requerida]
En 2012 publicó su cuarta novela, Nadar desnudas, cuya trama trascurre en la época de la Unidad Popular y los meses posteriores al golpe de Pinochet."«La tragedia íntima de sus personajes corre en paralelo a la tragedia colectiva de Chile [...] Traición filial y traición de la amistad; pasión y transgresión, son algunos de los asuntos que laten en el texto».
De su obra, ella ha dicho: “«Yo soy acusada de escribir una literatura sentimental, así como dicen que soy una escritora para mujeres. No pretendo defenderme, porque no soy la persona indicada para hacerlo. Mi convicción es que los sentimientos son parte intrínseca del ser humano, y que los grandes eventos de la historia, pero también los pequeños momentos de la vida, se mueven por una mezcla, no sé si equitativa, entre la mente y el corazón. Por lo tanto, los sentimientos no son un patrimonio exclusivo de las mujeres». Esta posición la ha mantenido frente a las reiteradas críticas en torno a su obra, acusada de sentimentaloide, cursi y sin valor literario.
En 2015 recibió el Premio Alfaguara de Novela por Contigo en la distancia.
En abril de 2018 publicó la novela Llévame al cielo, editada por la editorial Nube de Tinta, y en 2019  La estación de las mujeres, la que es hasta el momento su obra más reciente.
En 2024 fue reconocida como una de las 50 personas chilenas más creativas por la Forbes en su edición local.

## Obras
- El revés del alma, novela, Alfaguara, Santiago, 2002.
- La mujer de mi vida, novela, Alfaguara, Santiago, 2005.
- El resto es silencio, novela, Planeta, Santiago, 2008.
- Nadar desnudas, novela, Alfaguara, Santiago, 2012 (The International Literary Quarterly había adelantado el capítulo 14 en su N.º 12, octubre de 2010).
- Contigo en la distancia, novela, Alfaguara, Santiago, 2015.
- Llévame al cielo, novela, Nube de Tinta, Santiago, 2018.
- La estación de las mujeres, novela, Alfaguara, Santiago, 2019.
- La naturaleza del deseo, novela, Alfaguara, Santiago, 2022.